# Alois Bulíř
Alois Bulíř (11. března 1838 Světlá pod Ještědem — 8. října 1899 Praha) byl český architekt a stavitel. Působil převážně v Bukovině (dnes část Ukrajiny) a v Praze. Řídil stavbu rezidence bukovinských metropolitů v Černovcích (1865-67), psychiatrické léčebny v Kosmonosích (1867-70), krátce též Národního divadla (1869-70) aj. Roku 1884 byl jmenován ředitelem městského stavebního úřadu v Praze; v této funkci se podílel např. na pražské asanaci, opravě Karlova mostu po povodni r. 1890 a uskutečnil několik převážně veřejných staveb (školy, rozšíření fary a další).

## Život
Narodil se 11. března 1838 ve Světlé pod Ještědem jako syn učitele. Roku 1850 nastoupil na českou reálku v Praze, v letech 1856-60 vystudoval německou techniku. Také se vyučil zedníkem, tesařem a kameníkem.
V letech 1860-61 pracoval krátce pro stavitele Isidora Šímu v Praze. Poté se odebral k dalšímu vzdělání do Vídně, kde byl v letech 1862-65 zaměstnán u architekta Josefa Hlávky. Pro tohoto podnikatele řídil od března 1865 stavbu impozantní rezidence pravoslavného biskupa v Černovcích. Následujícího roku tam byl zvolen do čela podpůrného sdružení kameníků.
V letech 1867-70 byl ředitelem stavby zemského blázince v Kosmonosích. Počátkem roku 1868 se přihlásil za člena Umělecké besedy do odboru výtvarných umění. Roku 1869 převzal po Bedřichu Tesařovi funkci stavbyvedoucího Národního divadla, ale již o rok později rezignoval a po dohodě s Josefem Zítkem ho nahradil architekt Karel Ježek.
15. července 1870 ho císař jmenoval stavebním inspektorem při ředitelství statků řecko-orientálního náboženského fondu Bukoviny. O pět let později povýšil na stavebního radu. V Černovcích také několik let zasedal v městské radě a byl vzpomínán jako svědomitý úředník a čestný, charakterní člověk. Působil rovněž v Sarajevu. V téže době, roku 1874, vstoupil do Spolku architektů a inženýrů v Čechách. Dvakrát (r. 1869 a 1871) se také neúspěšně ucházel o místo profesora pozemního stavitelství na pražské technice.
Když se roku 1884 vzdal funkce ředitele městského stavebního úřadu v Praze Josef Srdínko, vyhlásila městská rada konkurs na obsazení jeho místa a Alois Bulíř získal nejvíce hlasů ze tří přihlášených kandidátů. Tuto funkci pak zastával téměř do konce života. Zasedal například v komisi pro splavnění Vltavy a v městské zdravotní radě. Spolu s dr. Jindřichem Záhořem vypracoval regulační plán Prahy s návrhem na zbourání zdravotně nevyhovující zástavby (později známé jako pražská asanace). Organizoval vytváření polohopisných (situačních) plánů Prahy a podílel se na posuzování plánů okolních obcí (např. Troja a Košíře). Připravoval účast Prahy a městských podniků na jubilejní výstavě 1891; k tomu účelu rovněž odjel se dvěma městskými inženýry do Vídně, aby si prohlédli pavilony na tamní výstavě. Když roku 1890 povodeň poškodila Karlův most, stal se Bulíř členem komise, která posuzovala rozsah škod a dohlížela na opravy. Pod jeho vedením byl rovněž zřízen pražský vodovod s podolskou vodárnou a letenskou vodárenskou věží.
Roku 1896 ho městská rada jmenovala vrchním stavebním radou. Byl také členem Sokola.
6. února 1899 rozhodl sbor obecních starších (zastupitelstvo hlavního města Prahy) na návrh městské rady o Bulířově odchodu na odpočinek s výslužným 1900 zlatých. (Původně se uvažovalo, že dostane 3200 zlatých.) Proti výši výslužného protestoval zastupitel Václav Březnovský, podle něhož bylo (v navržené, nižší částce) nepřiměřeně vysoké z důvodu Bulířovy relativně krátké služby pro Prahu (14 let); řadovým úředníkům by se podle něj v podobných případech penze krátila výrazněji. Pokud Bulíř velkou část života pracoval pro stát, měl by mu penzi také vyplatit stát a ne město. Za návrh se naopak postavili Josef Milde a starosta Jan Podlipný a návrh byl schválen.
Alois Bulíř zemřel v noci na 8. října 1899 v domě č. 581-II (Krakovská 581/8, Praha 1-Nové Město) na „vydutí srdečnice“. Pohřben byl o dva dny později na Olšanech za účasti řady představitelů města Prahy a městských organizací čele se starostou Podlipným.

## Dílo
Podílel se například na těchto stavbách:
- rezidence pravoslavného biskupa v Černovcích,[3] viz výše
- přestavba sálu a lázeňské budovy na Žofíně podle projektu Jindřicha Fialky (1885)[4]
- škola na nároží ulic U Půjčovny a Jindřišské (čp. 966/II), s Josefem Srdínkem (1888-90)[4]
- škola mezi Táborskou (dnes Legerovou) a Sokolskou ulicí (čp. 1878/II) (1892)[4]
- dům čp. 1137/II v Biskupské ulici, s fasádou podle návrhu Antonína Wiehla (1893-94)[4]
- nástavba 3. patra na zadní farní budově (čp. 214/II) u Sv. Vojtěcha na nároží Vojtěšské a Pštrossovy ulice (1894)[4]

V mládí také přispíval pod různými jmény do českých časopisů.

## Rodina a příbuzní
- Otec Josef Bulíř[1] (1799–1869)[32] byl učitelem ve Světlé pod Ještědem.[3]
- Bratr Karel Bulíř (1840–1917) byl veřejně činný učitel, jednatel a předseda Besedy učitelské, ředitel pokračovacích (učňovských) škol v Praze, autor a editor učebnic a knih pro mládež.[33] Z jeho dvanácti dětí se proslavil MUDr. Karel Bulíř (1868–1939),[34] okresní lékař v Praze[35] a autor mnoha popularizačních knih v oblasti zdravotnictví.[36]
- 21. června 1871 se v Černovcích oženil s Adélou Fialovou (1851–1944).[37][38] Narodily se jim dvě děti:
  - Syn Otakar Bulíř (1875–1930) byl technik.[37][39] Roku 1913 se stal majitelem podniku H. Kropf,[40] instalatérského velkozávodu.[41]
  - Syn Jaromír Bulíř (1877–1957)[37] byl chemik, profesor nauky o potravinách na pražské technice.[42]